# Родригес, Эрик
Эрик Антонио Родригес Лескано (исп. Erick Antonio Rodríguez Lezcano; род. 1 июня 1990, Хинотега) — никарагуанский легкоатлет, специалист по бегу на средние дистанции и стипльчезу. Выступал на профессиональном уровне в 2008—2017 годах, многократный чемпион Центральной Америки, действующий рекордсмен Никарагуа в беге на 1500 метров на открытом стадионе и в помещении, участник летних Олимпийских игр в Рио-де-Жанейро.

## Биография
Эрик Родригес родился 1 июня 1990 года в городе Хинотега, Никарагуа.
Первого серьёзного успеха в лёгкой атлетике на международном уровне добился в сезоне 2008 года, когда вошёл в состав никарагуанской сборной и выступил на юниорском первенстве Центральной Америки в Сан-Сальвадоре, где одержал победу в беге на 1500 метров и в беге на 3000 метров с препятствиями.
В 2009 году помимо победы на юниорском первенстве Центральной Америки в Сан-Сальвадоре был также лучшим на взрослом центральноамериканском чемпионате в Гватемале. На чемпионате Центральной Америки и Карибского бассейна в Гаване финишировал шестым в дисциплине 1500 метров и пятым в 3000-метровом стипльчезе.
На центральноамериканском чемпионате 2010 года в Гватемале получил серебро на дистанции 1500 метров, завоевал золото в стипльчезе.
В 2013 году на чемпионате Центральной Америки в Манагуа вновь стал серебряным призёром в 1500-метровом беге и превзошёл всех соперников в беге на 3000 метров с препятствиями.
В 2014 году в дисциплине 1500 метров и в стипльчезе завоевал серебряную и золотую награды на центральноамериканском чемпионате в Тегусигальпе, занял 11-е и 7-е места на Панамериканском спортивном фестивале в Мехико, в обоих случаях финишировал седьмым на Центральноамериканских и Карибских играх в Веракрусе.
На чемпионате Центральной Америки 2015 года в Манагуа стал серебряным призёром в беге на 1500 метров и победил в беге на 3000 метров с препятствиями, причём во втором случае установил свой личный рекорд — 9:10.29. На Панамериканских играх в Торонто показал 11-й результат в стипльчезе. На чемпионате мира в Пекине не смог пройти дальше предварительного забега 1500 метров, но установил ныне действующий рекорд Никарагуа — 3:49.64.
В 2016 году бежал 1500 метров на чемпионате мира в помещении в Портленде, показанный здесь результат 3:58.37 поныне считается национальным рекордом Никарагуа в закрытых помещениях. Позднее на чемпионате Центральной Америки в Сан-Сальвадоре получил серебро в дисциплине 1500 метров и одержал победу в стипльчезе. Благодаря череде успешных выступлений удостоился права защищать честь страны на летних Олимпийских играх в Рио-де-Жанейро — в ходе предварительного квалификационного этапа 1500 метров показал время 4:00.30, чего оказалось недостаточно для выхода в полуфинальную стадию соревнований. Являлся знаменосцем никарагуанской делегации на церемонии закрытия Игр.
В 2017 году стартовал в беге на 1500 метров на чемпионате мира в Лондоне. На Центральноамериканских играх в Манагуа выиграл бронзовую медаль в дисциплине 1500 метров и золотую медаль в беге на 3000 метров с препятствиями. По окончании сезона завершил спортивную карьеру.